# درمان (فیلم ۱۹۹۵)
درمان (انگلیسی: The Cure) فیلمی زوج هنری در سبک کمدی-درام به کارگردانی پیتر هورتون است که در سال ۱۹۹۵ منتشر شد. از بازیگران آن می‌توان به برد رنفرو، دیانا اسکاروید، آنابلا شورا، بروس دیویسن و جان کارول لینچ اشاره کرد.